# William Alexander Richardson
William Alexander Richardson (Lexington, 1811. január 16. – Quincy, 1875. december 27.) az Amerikai Egyesült Államok szenátora (Illinois, 1863–1865).